# 尼瓦爾人
尼瓦爾人（羅馬化：Newar 或 尼瓦爾語：，羅馬化：Newa）是一群主要生活在尼泊爾加德滿都峽谷的原住民。根據尼泊爾的2001年的人口普查，尼瓦爾人的總人口為1,245,232人，是該國的第六大民族，占全國人口的5.48％。

## 歷史
尼瓦爾人史前就生活在加德滿都峽谷，他们与不同时期来到的藏缅语族及雅利安人混合。有人說他們的祖先是來自南印度喀拉拉邦的納雅爾人（屬首陀羅種姓）。
中世纪離車族統治的尼波羅國（約公元400年至750年）就是加德滿都，尼瓦尔就是尼泊尔。後來尼瓦爾人建立了馬拉王朝（公元12世紀至公元18世紀）。到了1769年時，尼瓦爾在加德滿都山谷與邊地區的勢力終結，被沙阿王朝征服。

## 語言
雖然尼瓦尔语是屬於藏緬語系的一個語族，但它受到印度-伊朗語系的各種方言例如梵語、巴利語及孟加拉語之影響相當大。尼瓦爾語也包含某些南亞語系語詞，有82萬尼泊爾人把尼瓦爾語視為母語。

## 宗教
尼瓦爾人主要信仰佛教和印度教。根據2001年的人口調查，84.13％的尼瓦爾人信印度教，15.31％信佛教。他们佛教受密宗很大影响，很多人同时信仰两教，他们佛教徒内也有种姓。

## 音樂
大部分尼瓦爾樂器是屬於打擊樂器之類。吹奏樂器如長笛等也較普遍，而弦樂器非常罕見。有些歌曲為特定季節或節日專用。

## 烹調
尼瓦爾的典型烹飪是較為特殊，包含非素食和素食物品以及非酒精飲料。芥末油、有很多的調料、如孜然、芝麻、薑黃、蒜、生薑、丁香、肉桂、辣椒、芥末、醋等等都用於烹調。

## 建築物
尼瓦爾的建築包括佛塔風格、利塔風格、喜克拉式風格等等。帕坦被称为佛教藝術之都。